# Heini Klopfer-backen

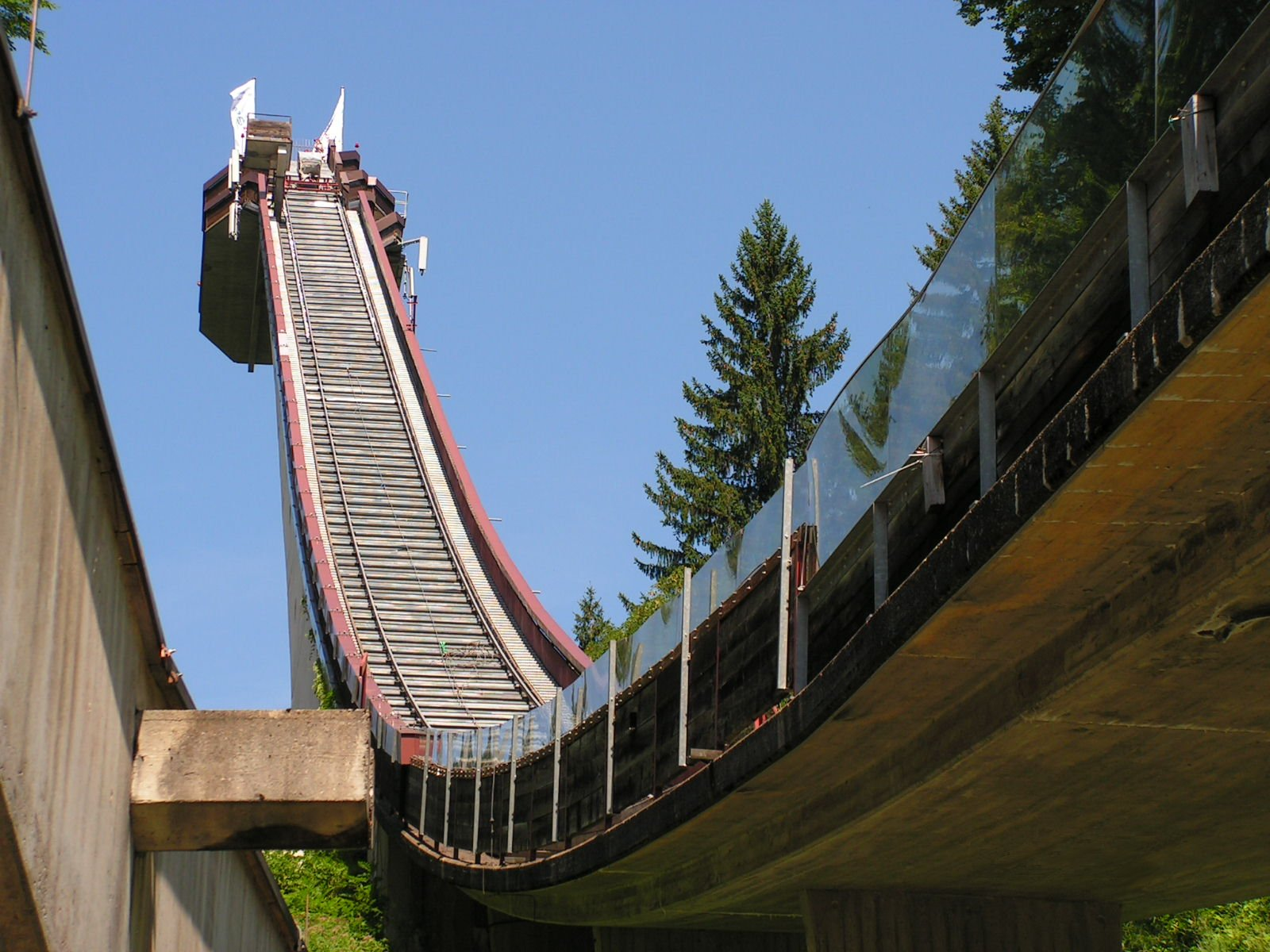
Tornet juli 2005

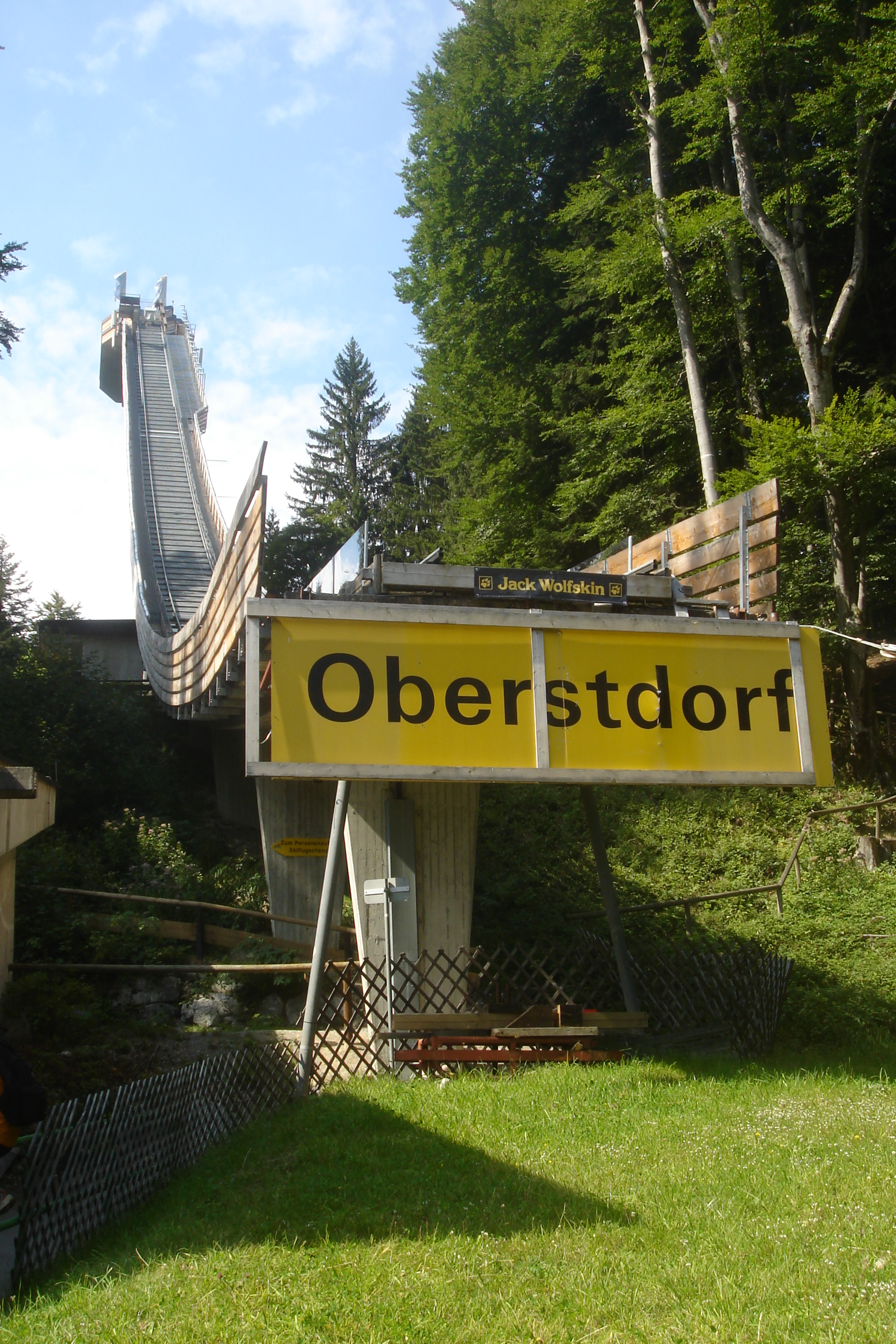
Augusti 2008

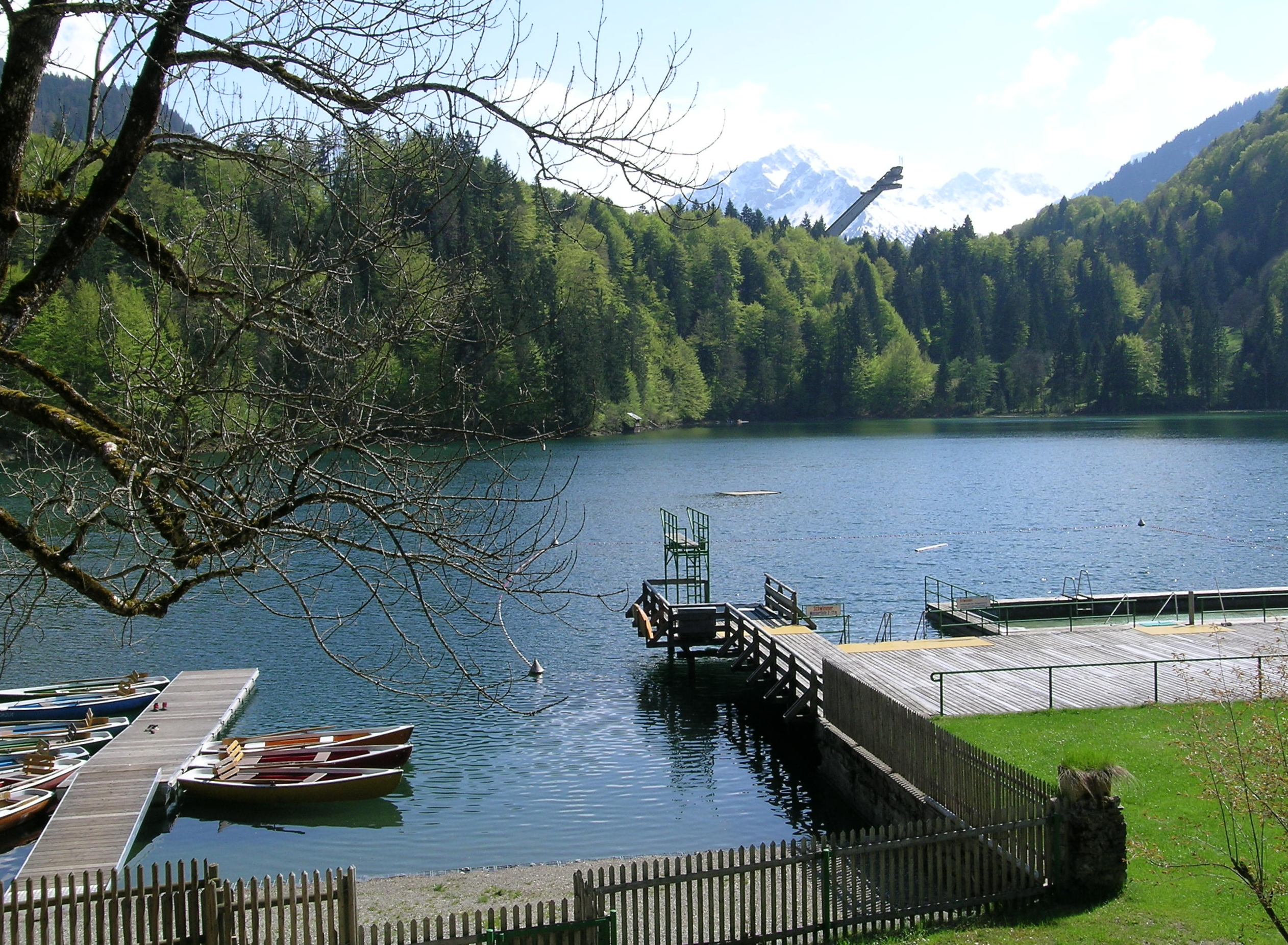
Freibergsee

Heini Klopfer-backen (tyska: Heini-Klopfer-Skiflugschanze) är en hoppbacke i Oberstdorf, Tyskland. Backen är belägen vid Freibergsee i Birgsautal (Stillachtal) söder om Oberstdorf. Heini Klopfer-backen är den tredje största hoppbacken i världen, efter Letalnica i Planica och Vikersundbacken, Norge. Backen har K-punkt 200 meter (K200) och backstorlek 225 meter (HS225). Officiella backrekordet är 238 meter, satt av Andreas Wellinger, Tyskland i världscupen 5 februari 2017. Skidflygningsbacken har en kapacitet på 40 000 åskådare och ägs av Skiclub 1906 Oberstdorf.
Tornet i Heini Klopfer-backen är ett landmärke i området, och omtalas ibland av lokalbefolkningen som "Lutande tornet i Oberstdorf".

## Historia
Åren efter andra världskriget blev tyska idrottare utestängda från tävlingar i utlandet, bland annat Olympiska spelen 1948 i St. Moritz och skidflygning i rekordbacken i Planica. Tre backhoppare från Oberstdorf, Sepp Weiler, Heini Klopfer, och Toni Brutscher (och dessutom Max Bolkart), tog initiativ till att bygga en skidflygningsbacke i Oberstdorf. Tre andra städer, Baiersbrunn, Bayerisch Gmain och Ruhpolding, tog upp kampen för att få bygga jättebacken hos sig. Baiersbrunn och Bayerisch Gmain backade ur, medan Oberstdorf vann med 19-3 över Ruhpolding i en omröstning i Bayerska skidförbundet i februari 1949. Det beslutades att skidflygningsbacken skulle byggas i Oberstdorf.
Backen konstruerades av Heini Klopfer, som var arkitekt. Byggandet av backen tog fem månader. Backen provhoppades 2 februari 1950. Det allra första hoppet gjordes av Klopfer själv. Han hoppade 90 meter. Under den första skidflygningsveckan satte österrikaren Willi Gantschnigg världsrekord med 124 meter den 28 februari 1950. Rekordet slogs två gånger under de kommande dagarna. Sepp Weiler hoppade 127 meter den 2 mars och den 3 mars hoppade Dan Netzell, Sverige 135 meter.
Då man började arrangera skidflygningsvecka i backen (1951) var hopparna tvungna att kvalificera sig till skidflygningen i den mindre Schattenbergbacken, som från 1953 blev använt i nystartade Tysk-österrikiska backhopparveckan. Före skidflygningsveckan 1970 blev backen uppkallad efter konstruktören Heini Klopfer, som dog 1968, 50 år gammal. Klopfer var inte bara en av initiativtagarna till skidflygningsbacken i Oberstdorf utan även också hoppbackearkitekt i FIS. Han ritade och konstruerade runt 250 hoppbackar.
Stora ombyggnader av backen gjordes två gånger,  1972 och 1997-1999. Tornet av träd ersattes av ett torn av betong 1972. Senare har utgrävningar gjorts för att öka storleken på backen. Backprofilen har ändrats flera gånger. Ljusanläggning monterades 2008.

## Rekord
20 världsrekord är noterade i skidflygningsbacken i Oberstdorf. Bara den nuvarande och den tidigare skidflygningsbacken i Planica (sammanlagt) har fler världsrekord. Sista världsrekorden i Oberstdorf sattes av finska Matti Nykänen med 185 meter 17 mars 1984. Officiella backrekordet är 238 meter, satt av Andreas Wellinger (Tyskland) 5 februari 2017. Världsrekordet av Tauno Luiro, Finland är det världsrekord som har gällt längst i modern tid. Det stod sig i 10 år. Luiro dog som världsrekordhållare, 23 år gammal, av tuberkulos.
| År               | Namn              | Längd |
| ---------------- | ----------------- | ----- |
| 28 februari 1950 | Willi Gantschnigg | 124 m |
| 2 mars 1950      | Sepp Weiler       | 127 m |
| 3 mars 1950      | Dan Netzell       | 135 m |
| 2 mars 1951      | Tauno Luiro       | 139 m |
| 24 februari 1961 | Joze Slibar       | 141 m |
| 15 februari 1964 | Dalibor Motejlek  | 142 m |
| 16 februari 1964 | Nilo Zandanel     | 144 m |
| 10 februari 1967 | Lars Grini        | 147 m |
| 10 februari 1967 | Kjell Sjöberg     | 148 m |
| 11 februari 1967 | Lars Grini        | 150 m |
| 8 mars 1973      | Walter Schwabl    | 151 m |
| 8 mars 1973      | Rudi Wanner       | 158 m |
| 8 mars 1973      | Heinz Wosipiwo    | 161 m |
| 8 mars 1973      | Walter Schwabl    | 162 m |

| År               | Namn               | Längd   |
| ---------------- | ------------------ | ------- |
| 9 mars 1973      | Heinz Wosipiwo     | 169 m   |
| 4 mars 1976      | Geir Ove Berg      | 173 m   |
| 5 mars 1976      | Toni Innauer       | 174 m   |
| 5 mars 1976      | Falko Weisspflog   | 174 m   |
| 7 mars 1976      | Toni Innauer       | 176 m   |
| 26 februari 1981 | Armin Kogler       | 180 m   |
| 16 mars 1984     | Matti Nykänen      | 182 m   |
| 17 mars 1984     | Matti Nykänen      | 185 m   |
| 24 januari 1992  | Andreas Felder     | 188 m   |
| 23 februari 1995 | Nicolas Jean-Prost | 193 m   |
| 25 januari 1998  | Dieter Thoma       | 209 m   |
| 1 mars 2001      | Andreas Widhölzl   | 216 m   |
| 7 februari 2004  | Roar Ljøkelsøy     | 223 m   |
| 14 februari 2009 | Harri Olli         | 225,5 m |
| 5 februari 2017  | Andreas Wellinger  | 238 m   |

## VM i Heini Klopfer-backen
Världsmästerskapen i skidflygning har arrangerats här 5 gånger, 1973, 1981, 1988, 1998 og 2008.
Individuella resultat
| År   | Guld                        | Silver               | Brons                |
| ---- | --------------------------- | -------------------- | -------------------- |
| 2008 | Gregor Schlierenzauer (AUT) | Martin Koch (AUT)    | Janne Ahonen (FIN)   |
| 1998 | Kazuyoshi Funaki (JPN)      | Sven Hannawald (GER) | Dieter Thoma (GER)   |
| 1988 | Ole Gunnar Fidjestøl (NOR)  | Primož Ulaga (YUG)   | Matti Nykänen (FIN)  |
| 1981 | Jari Puikkonen (FIN)        | Armin Kogler (AUT)   | Tom Levorstad (NOR)  |
| 1973 | Hans-Georg Aschenbach (GDR) | Walter Steiner (SUI) | Karel Kodejška (TCH) |

Lagtävling
| År   | Guld                                                                          | Silver                                                         | Brons                                                             |
| ---- | ----------------------------------------------------------------------------- | -------------------------------------------------------------- | ----------------------------------------------------------------- |
| 2008 | Österrike Gregor Schlierenzauer Martin Koch Thomas Morgenstern Andreas Kofler | Finland Harri Olli Matti Hautamäki Janne Ahonen Janne Happonen | Norge Bjørn Einar Romøren Anders Bardal Tom Hilde Anders Jacobsen |

## Övrigt
Skidflygningstävling 1970 präglades av två otäcka fall. Tävlingen blev stoppad och avbruten. Jugoslaven Vinko Bogatajs spektakulära fall på hoppet gjorde honom känd i USA, då fallet i många år användes som en fast del av vinjetten till sportprogrammet Wide World of Sports TV-nätverket ABC.
Heini Klopfer-backen räknas numera som en relativt säker skidflygningsbacke. Backen är omgiven av skog, och det gör backen mindre känslig för sidvind, något som kan vara ett stort problem i stora hoppbackar.